# Vi presento Joe Black
Vi presento Joe Black (Meet Joe Black) è un film del 1998 diretto da Martin Brest, remake del film del 1934 La morte in vacanza, già precedentemente riproposto nel 1971 con lo stesso nome dell'originale. Il film è ispirato all'omonima commedia teatrale di Alberto Casella, che narra delle leggende sulla sua villa estiva – villa Josephine, soprannominata la "villa maledetta" – a Rocchetta Cairo.

## Trama
Io non sento il tuo cuore»
(discorso di Bill fatto a Susan)
William "Bill" Parrish, magnate delle telecomunicazioni, è un uomo che ha tutto dalla vita: denaro, successo e una splendida famiglia. La sua idilliaca realtà viene improvvisamente sconvolta dall'arrivo di uno sconosciuto. Quest'ultimo è La Morte, venuto sulla Terra perché incuriosito dalla vita e dagli "affari" di Bill, s’impone nella vita di quest’ultimo facendosi portare in giro e presenziando a tutti gli appuntamenti (sia privati che professionali); in cambio, prima di portarlo con se', gli concede "tempo". Infatti Bill sta morendo a causa della vecchiaia ma fintanto che la Morte rimarrà con lui sulla Terra prolungherà il suo tempo per vivere.
La Morte viene presentata da Bill alla sua famiglia con il nome di "Joe Black" e, inizialmente, piace a tutti, ma in seguito cercheranno di scoprire chi sia in realtà e cosa voglia da Bill al punto di alloggiare in casa sua. La secondogenita di Bill, Susan, proprio quella mattina aveva conosciuto il ragazzo (di cui La Morte ha preso il corpo) in una tavola calda e ne era rimasta affascinata, rimane infatti piacevolmente sorpresa di rivederlo la sera stessa a casa di suo padre. Ella, però, non riconosce in Joe l'uomo che aveva incontrato e se ne allontana. Più tardi, trascorrendo del tempo insieme a lui, impara ad apprezzarlo e inizia a innamorarsene.
Nel frattempo Bill viene estromesso dal CdA della sua compagnia a opera di Drew, l'ex fidanzato di Susan, che vuole attuare una fusione con un'altra azienda. Arriva il giorno della festa del 65º compleanno di Bill, questo è coincidente con la data stabilita da Joe di lasciare la vita terrena, ma c’è una variante rispetto all'inizio della vicenda: portare insieme a lui, oltre che Bill, anche Susan. L'uomo, sconvolto da questa rivelazione, tenta di far capire a Joe che cos'è il vero amore e che Susan ha una vita davanti, per cui non è giusto portargliela via.
Toccato dalle parole di Bill, Joe cambia idea e dice addio a Susan, che sembra intuirne la vera identità. Bill, che riesce  a smascherare il gioco scorretto di Drew e a riacquistare il controllo della sua azienda, abbraccia Susan e Allison (la sua primogenita nonché l'organizzatrice della sua grande festa di compleanno), e raggiunge Joe ringraziandolo per aver fatto vivere a Susan le emozioni dell'amore; questo ricambia e insieme si allontanano. Susan, tentando di raggiungerli, incontra quello che era il  vero Joe, lasciandoci intuire di accettare la nuova situazione: triste per la perdita del padre e per quella di Joe (La Morte), ma speranzosa di riprovare nuovamente l'emozione dell'amore con il ragazzo della tavola calda.

## Produzione

### Riprese
Le riprese del film si svolsero dall'11 giugno 1997 al 12 novembre 1997, principalmente a New York.

## Colonna sonora
La colonna sonora del film, il cui tema principale è Whisper of a Thrill, è stata composta da Thomas Newman.

## Distribuzione
Il film è uscito nelle sale cinematografiche statunitensi il 13 novembre 1998, invece in Italia il 29 gennaio 1999.

## Altre versioni
Oltre alla versione completa del film della durata di tre ore circa, ne fu realizzata una di breve durata destinata alla televisione e alle compagnie aeree. A causa di questa modifica del film, che non coinvolge la maggior parte degli affari di Bill Parrish, il regista, Martin Brest, si infuriò moltissimo a tal punto di firmare tale versione del lungometraggio con il soprannome spesso utilizzato dai registi scontenti, Alan Smithee.

## Accoglienza

### Critica
Il film ha riscosso pareri contrastanti dalla critica, che non ha apprezzato la lunghezza eccessiva della pellicola, la lentezza della vicenda e la sceneggiatura, mentre ha lodato le performance degli attori. Roger Ebert ha assegnato al film tre stelle, ma non ha gradito la trama marginale e il finale eccessivamente forzato. Ha concluso che nonostante i suoi difetti "ci sono cose molto buone in questo film". Peter Travers di Rolling Stone ha assegnato al film quattro stelle, ma ha criticato lo scarso spessore della maggior parte dei personaggi. Anthony Hopkins ha ricevuto molte lodi per la sua interpretazione e Travers ha dichiarato che Bill (Hopkins) è l'unico personaggio riuscito in tutto il film; Mick LaSalle ha commentato che "l'interpretazione di Hopkins è così emozionante che persino i momenti più insignificanti brillano di complessità di pensieri e sentimenti". Brad Pitt, d'altro canto, ha ricevuto critiche divergenti. LaSalle ha definito la sua perfomance così terribile che "faceva male", e Berardinelli l'ha definita esecrabile.
Sul sito Rotten Tomatoes il film ha ottenuto il 45% di gradimento della critica basato su 51 recensioni professionali, definendolo "glacialmente lento e per nulla movimentato" (il consenso critico del sito recita: «Vi presento Joe Black è bello da vedere e beneficia di un cast gradevole, ma ciò non è sufficiente per compensare le tre ore di durata punitiva di questo dramma indolente»). Ha ricevuto una candidatura ai Razzie Award per "Peggior Remake o Sequel".
Su IMDb il film è stato accolto con 7,2/10.

### Incassi
Con un budget stimato pari a 90.000.000$, il film ne ha incassati in tutto il mondo 142.940.096. In Italia il film ha invece incassato 6.000.000€.

## Riconoscimenti
- 1999 - Saturn Award
  - Candidatura Miglior attore protagonista a Anthony Hopkins
  - Candidatura Miglior attrice non protagonista a Claire Forlani
  - Candidatura Miglior colonna sonora a Thomas Newman
- 1999 - Bogey Awards
  - Bogey Award
- 1999 - Golden Reel Award
  - Candidatura Miglior montaggio sonoro (Dialoghi e ADR)